# Louis Garon
Pour les articles homonymes, voir Garon (homonymie).
Louis Garon est un écrivain lyonnais né à Genève en 1574 et mort en 1631.

## Biographie
Élevé à Genève dans la religion calviniste de ses parents, lyonnais réfugiés à Genève pour échapper à la persécution des protestants, Louis Garon revient à Lyon l'année de ses dix-huit ans et se convertit au catholicisme vers 1609. Pendant deux ans, il exerce dans la commune d'Oullins près de Lyon, la fonction de lecteur avant de travailler comme correcteur d'imprimerie.
Il est l'auteur d'un recueil de « facéties » intitulé Le Chasse-ennuy ou l’honneste entretien des bonnes compagnies, publié à Lyon chez Claude Larjot, imprimeur ordinaire du roi, en deux parties, la première en 1628 et la seconde en 1631. Chaque partie comprend cinq « centuries », c'est-à-dire cinq groupes de cent courts récits, regroupés selon un classement thématique. Ce recueil formé d'un millier d'anecdotes constitue le genre facétieux du XVIIe s. hérité de la Renaissance.

## Publications[1]
- Le Bien de la paix , Lyon, 1601, pièce en vers
- Stances sur l'ancienne confrairie du Sainct Esprit fondée en la chapelle du pont du Rhosne à Lyon, 1609, Claude Larjot éditeur
- Le colloque des trois supposts du seigneur de la Coquille, Lyon, 1610, dédié par les imprimeurs de Lyon à Mgr d'Allincourt, gouverneur de la ville
- La Lyre sacrée de Saint Bernard sur la Passion de Nostre Seigneur, Lyon, 1611, dédié à Horace Gardon, eschevin et consul de la ville de Lyon
- La sage folie, fontaine d'allégresse, mère des plaisirs, reyne des belles humeurs, Lyon, 1628, auteur Spelta, traducteur Louis Garon
- Le Lion pacifique devant ses favoris, Lyon, 1630, stances chez Claude Cayne